# Patricia Nell Warren
Patricia Nell Warren (geboren am 15. Juni 1936 in Helena, Montana; gestorben am 9. Februar 2019 in Sherman Oaks, Kalifornien) war eine US-amerikanische  und ukrainische Schriftstellerin (unter dem Pseudonym Patricia Kilina).

## Leben
Patricia Nell Warren wuchs auf der Grant Kohrs Rinderfarm nahe Deer Lodge in Montana auf. Sie begann als Teenager in den 1950er Jahren zu schreiben.
1957 heiratete sie den ukrainischen Dichter Yuriy Tarnawsky. In dieser Ehe lernte sie Ukrainisch und schloss sich einer Gruppe junger ukrainischer Emigrantendichter an, die als New Yorker Gruppe international bekannt wurde. Als Mitglied dieser VerlagsGruppe begann sie, Gedichte in ukrainischer Sprache zu schreiben und zu veröffentlichen. Ihre ukrainischen Werke veröffentlichte sie unter dem Pseudonym Patricia Kilina, das sie dem Namen der Heldin von Lessja Ukrajinkas Waldlied entnahm.
Von 1959 bis 1981 arbeitete sie in New York City für Reader’s Digest. Aufgrund ihrer Mitarbeit an der spanischen Digest-Ausgabe Selecciones hielt sie sich von 1964 bis 1972 häufig in Spanien auf.
Warren wurde in den Vereinigten Staaten als Schriftstellerin und ebenso als die Gründerin von Frontrunners, einem LGBT-Sportclub, bekannt. Die Organisation Frontrunners wurde von Warrens Roman The Front Runner inspiriert. Der erste Frontrunners Club wurde 1974 in San Francisco gegründet. Die Organisation breitete sich im Laufe der Jahre durch Gründung weiterer Sportclubs in den Großstädten der Vereinigten Staaten und international in weiteren Ländern aus.
Warren reiste oft als LGBT-Aktivistin zu Veranstaltungen von LGBT-Menschenrechtsgruppen und war in den Vereinigten Staaten zu diesem Thema sehr engagiert.
1998 wurde sie bei den Lambda Literary Awards für Billy’s Boy mit dem Editor’s choice award ausgezeichnet.
Im Dezember 2006 gab Warren ihre Kandidatur für die Kommunalvertretung von West Hollywood, CA, bekannt, konnte aber nicht genügend Stimmen gewinnen.

## Werke (Auswahl)
Auf Ukrainisch
- Трагедія джмелів. New York, 1960.
- Леґенди і сни. New York,  1964.
- Рожеві міста. München 1969.

Auf Englisch
- The Front Runner. Wildcat Press, Beverly Hills 1995, ISBN 0-9641099-1-3 (EA New York 1974).
  - deutsch: Der Langstreckenläufer. Neuauflage. Bruno Gmünder Verlag, Berlin 2013, ISBN 978-3-86787-510-3 (EA München 1987).
  - Hörbuch: Der Langstreckenläufer. Bruno Gmünder Verlag, Berlin 2006, ISBN 3-86187-431-8 (Gesprochen von Thomas Wlaschiha. Realisation: Roman Marcus).
- The Fancy Dancer. Bantam Books, New York 1977, ISBN 0-9641099-7-2 (EA New York 1976).
- The Beauty Queen. Morrow, New York 1978, ISBN 0-9641099-8-0.
- One is the Sun. Ballantine Books, New York 1991, ISBN 1-889135-02-X.
- Harlan's Race. Wildcat Press, Beverly Hills 1994, ISBN 0-9641099-0-5.[4]
  - deutsch: Harlans Endspurt. Bruno Gmünder Verlag, Berlin 2002, ISBN 3-86187-235-8.[5]
- Billy's Boy. Wildcat Press, Beverly Hills 1997, ISBN 0-9641099-4-8.[6]
  - deutsch: Mission Himmelstürmer. Argument Verlag, Hamburg 2000, ISBN 3-88619-983-5.
- The Wild Man. Wildcat Press, Beverly Hills 2001, ISBN 1-889135-05-4.
  - deutsch: Torero. Bruno Gmünder Verlag, Berlin 2004, ISBN 3-86187-595-0.[5]

Übersetzungen von Ukrainisch ins Englisch
- Vasyl Stefanyk. A Children's adventure. Translated from the Ukrainian by Patricia Kilina. // Horizons: Ukrainian student's review. New York: SUSTA. Vol. IV, 1960–1961, No. 1-2 (6-7), S. 49–51.

- Ukrainian folk songs. Translated from the Ukrainian by Patricia Kilina; Taras Shevchenko. Selection of poems. Translated from the Ukrainian by Vera Rich // George Tarnawsky. «For the 100th anniversary of the death of Taras Shevchenko.» Horizons: Ukrainian student's review. 5.1/8 (1962), S. 31–38.

- Oleh Zujewskyj. Proteus (From today on there will be no greeting). Translated from the Ukrainian by Patricia Kilina. Canadian Slavonic Papers. 28.2 (June 1986): 165—166.
  - (Neuauflage) Oleh Zujewskyj. Proteus (From today on there will be no greeting). Translated from the Ukrainian by Patricia Kilina. // Ukrainian writing in Canada since the Second World War. Ed. by Jars Balan and Yuri Klynovy. University of Alberta, Canadian Institute of Ukrainian Studies, Edmonton: 1987, S. 302.

- Mykhailo Kotsiubynsky. On the rock. Translated from the Ukrainian by Patricia Kilina and George Tarnawsky // Modern Ukrainian short stories. Edited, with a preface by George S.N. Luckiy. Ukrainian Academic Press,  Englewood 1973, ISBN 0-87287-061-8.
  - (Neuauflage) Mykhailo Kotsiubynsky. On the rock. Translated from the Ukrainian by Patricia Kilina and George Tarnawsky // Modern Ukrainian short stories. Edited, with a preface by George S.N. Luckiy. Ukrainian Academic Press, Englewood 1995, ISBN 1-56308-391-4, S. 37–59.

- Wadym Lesytch. The parchment of memory. Translated from the Ukrainian by Patricia Kilina // International Portland Review. 1980. No. 26 (80), S. 417.

- Poems of Wadym Lesytch and Emma Andijewska // A Hundred Years of Youth: A Bilingual Antology of 20th Century Ukrainian Poetry / Сто років юності: Двомовна антологія укр. поезії 20 століття. Litopys, Lwiw 2000, ISBN 966-7007-36-1.

- Ukrainian Dumy / Українські думи, translation from the Ukrainian: by George Tarnawsky and Patricia Kilina. Toronto: CIUS; HURI, Cambridge 1979, ISBN 0-920862-00-4.